# Eugeniusz Ujas
Eugeniusz Ujas (ur. 20 września 1936 w Dąbrówce Wisłockiej, zm. 8 września 2023) – polski prawnik, adwokat, poseł na Sejm X kadencji (1989–1991).

## Życiorys
Ukończył w 1960 studia na Wydziale Prawa Uniwersytetu Marii Curie-Skłodowskiej w Lublinie. W latach 1960–1962 odbył aplikację sądową, w 1962 złożył egzamin prokuratorski i rozpoczął praktykę w tym zawodzie w Prokuraturze Powiatowej w Chełmie. W 1963 zdał egzamin sędziowski, od 1967 do 1973 był radcą prawnym, następnie adwokatem. W latach 1983–1989 kierował zespołem adwokackim. Zasiadał w Okręgowej Radzie Adwokackiej w Lublinie.
W 1989 został posłem na Sejm X kadencji z okręgu chełmskiego z ramienia Komitetu Obywatelskiego. W Sejmie należał do Obywatelskiego Klubu Parlamentarnego, a w jego ramach do Koła Posłów Niezależnych. Zasiadał w Komisji Sprawiedliwości, Komisji Ustawodawczej oraz Komisji Nadzwyczajnej do rozpatrzenia projektów ustaw dotyczących spółdzielczości. W 1991 wycofał się z działalności politycznej i nie ubiegał się o reelekcję. Praktykował następnie w ramach własnej kancelarii adwokackiej w Chełmie.

## Odznaczenia
Odznaczony Srebrnym Krzyżem Zasługi (1987) oraz Krzyżem Kawalerskim Orderu Odrodzenia Polski (2015).